# Wilhelm Kobelt (Politiker)
Wilhelm Kobelt (* 5. November 1865 in Magdeburg; † 23. Oktober 1927 in Wernigerode) war Mitglied des Reichstags und Kommunalpolitiker in Magdeburg.

## Leben
Nach dem Besuch der Volksschule in Magdeburg absolvierte Kobelt eine Fleischerlehre, gefolgt von einer Zeit der Wanderschaft.
In der Großen Schulstraße und später in der Goldschmiedebrücke in Magdeburg betrieb Kobelt eine kleine Fabrikation für Fleisch- und Wurstwaren. Am 5. Januar 1905 wurde er Mitglied der Magdeburger Stadtverordnetenversammlung. 1907 zog er für die Nationalliberale Partei in den Reichstag ein, wo er den Wahlkreis Magdeburg bis 1912 vertrat. Auf seine Vermittlungstätigkeit in den Jahren 1908/1909 ist es zurückzuführen, dass die alten Anlagen der Festung Magdeburg, die die Magdeburger Altstadt vom neuen Stadtteil Wilhelmstadt trennten, so weit freigelegt wurden, dass ein Verkehrsweg erschlossen werden konnte.
Kobelt gehörte zu den Mitbegründern der Deutschen Demokratischen Partei (DDP), die nach dem Ende des Ersten Weltkriegs gebildet wurde.
Von 1914 bis 1927 fungierte Kobelt als unbesoldeter Stadtrat, wobei sein Engagement vor allem der wirtschaftlichen Entwicklung Magdeburgs galt. Schwerpunkt seiner Arbeit war das Handwerk. Hauptaufgabe war der Ausbau des Schlachthofs Magdeburg südlich der Wilhelmstadt und der benachbarten Halle Stadt und Land zum Großmarkt. 1913 war Kobelt 1. Vorsitzender des Magdeburger Hausbesitzervereins geworden.

## Ehrung
Zu seinen Ehren benannte die Stadt Magdeburg eine Straße als Wilhelm-Kobelt-Straße.